# Ejército Reorganizador Nacional
El Ejército Reorganizador Nacional fue una de las muchas fuerzas armadas que participaron en la Revolución mexicana.
Fue formado en mayo de 1916 por el general Félix Díaz, sobrino del ex presidente de México Porfirio Díaz, como sucesor del disuelto Ejército Federal para combatir al gobierno constitucionalista de Venustiano Carranza, con el fin de instalar al general como el nuevo presidente, pero el ejército no tuvo mucho éxito y no pudo competir contra el Ejército Constitucionalista y, a pesar de los diversos disturbios desatados, terminó dispersándose en acciones guerrilleras ineficaces que se prolongaron hasta 1920, cuando Díaz fue (nuevamente) exiliado de México.
Este ejército fue el brazo armado del movimiento Felicista, partidario de Díaz y que tomó su nombre de él.

## Contexto histórico
La revolución mexicana comenzó con la revuelta general impulsada por Francisco I. Madero en 1910 para derrocar al gobierno de Porfirio Díaz, tío de Félix, quien había oprimido al pueblo mexicano durante tres décadas y terminó al año siguiente con su renuncia y salida al exilio.
Félix Díaz protestó de inmediato con dureza contra esta revuelta que consideró ilegal contra un presidente, entre otros importantes miembros de su familia, elegidos regularmente. En 1913, para ello apoyó al general Victoriano Huerta quien en el golpe de Estado denominado Decena trágica (9-19 de febrero de 1913) destituyó al gobierno democrático de Madero y unos días después lo hizo asesinar junto a su vicepresidente José María Pino Suárez.
Félix Díaz, a diferencia de los futuros líderes revolucionarios Pancho Villa, Emiliano Zapata, Venustiano Carranza y Álvaro Obregón, quienes se organizaron en el Plan de Guadalupe para vengar a Madero, de inmediato miró bien al nuevo régimen oligárquico de Huerta y se puso a su servicio. , en un intento de ganar suficiente notoriedad para poder aspirar al poder total en el futuro. Sin embargo, recibió una decepción.
Huerta lo nombró embajador en Japón pero cuando regresó a México fue tan presionado por el presidente debido a sus diferentes puntos de vista políticos, que lo obligó a exiliarse primero en Nueva York en los Estados Unidos de América y luego en La Habana en Cuba.
El régimen de Huerta duró poco. Tras los éxitos de los generales revolucionarios, en primer lugar Pancho Villa, en toda la nación y la ocupación estadounidense de Veracruz, el dictador se vio obligado a dimitir y se exilió. Sin embargo, incluso la alianza revolucionaria, unida en la Convención de Aguascalientes, duró poco. Villa y Zapata, conscientes de la deriva autoritaria de la facción constitucionalista apoyada por Venustiano Carranza, se declararon defensores absolutos de la democracia en México a través de la Convención y ocuparon Ciudad de México con sus fuerzas pero, al no llegar a un acuerdo, se retiraron con sus fuerzas en sus respectivos territorios, dejando así a Carranza y su fiel Álvaro Obregón, poder efectivo y tiempo para reorganizarse.
En ese momento, Díaz pensó que en el caos general provocado por la deriva hacia una verdadera guerra civil de la Revolución, era el momento adecuado para regresar a México y presentarse como el posible solucionador de la situación.

## El Ejército
En febrero de 1916, Díaz emitió el Plan de Tierra Colorada (localidad de Veracruz), un manifiesto redactado en artículos en el que exponía sus ideas y planes para enfrentar problemas internos entre ellos la restauración de la Constitución de 1857, de tipo moderado, y anunciaba el nacimiento formal del Ejército Reorganizador Nacional, brazo armado del movimiento felicista liberal-conservador que lo había apoyado desde el inicio de la Revolución.
En mayo de 1916 nació oficialmente el ejército. Díaz recordó a sus antiguos compañeros de armas, los generales Gaudencio de la Llave e Higinio Aguilar, este último opuesto sin embargo a adoptar un nombre tan pomposo para el ejército, consciente de que no habría disfrutado del esperado éxito. También se le unieron nombres de prestigio que habían defendido el gobierno de Victoriano Huerta como los generales Aureliano Blanquet, Juan Andreu Almazán y Luis Medina Barrón.
Durante el resto del año Díaz lideró con sus fuerzas brillantes insurrecciones en los estados de Veracruz y Oaxaca que alarmaron al gobierno de Venustiano Carranza pero que sin embargo no tuvieron el desenlace deseado y fueron rápidamente reprimidas.
Díaz no pudo evitar retirarse con la mayor parte del ejército en el sur del país, manteniendo la base principal en el Estado de Chiapas, donde las felices revueltas continuaron hasta el final.
Después de la promulgación de la nueva Constitución en 1917, una constitución democrática pero anticlerical, Díaz creyó que tenía otra oportunidad de establecerse como promotor de una contrarrevolución, pero una vez más el plan fracasó debido al efímero consenso. popular. El 6 de enero de 1918, el general Cástulo Pérez publicó un último manifiesto para invitar a los mexicanos a unirse a Díaz para salvar a México, pero esta vez también terminó en otro fracaso.
En la década de 1910 en México, pocos o muy pocos esperaban una restauración de la familia Díaz, después de que Porfirio había dominado el país durante al menos tres décadas, permitiendo que potencias extranjeras como Estados Unidos, Reino Unido y Francia explotaran el importantísimo territorio nacional. recursos como el petróleo y las minas de plata, que dejó a miles de ciudadanos en la pobreza. A pesar de esto, el Ejército Reorganizador Nacional y el movimiento felicista en general contaron con el apoyo de una parte de la rica aristocracia terrateniente del sur, asustada por la difusión de ideas revolucionarias anarquistas entre la población más pobre, como Emiliano Zapata, y la élite conservadora. Los militares y el ejército felicista podían apoyarse en brillantes acciones guerrilleras, en lugar de llevar a cabo grandes batallas campales como era el caso en el norte entre la División del Norte de Pancho Villa y el Ejército Constitucionalista de Álvaro Obregón.
Sin embargo, la progresiva consolidación del gobierno revolucionario constitucionalista de Venustiano Carranza y Obregón luego, con la nueva Constitución y las diversas deserciones, redujo cada vez más al ejército a una fuerza marginal.
En 1918, el general Aureliano Blanquet, que acababa de regresar de Cuba, murió cayendo por un barranco, hecho que decretó efectivamente el fracaso definitivo del proyecto por parte de Díaz y sus partidarios.
Finalmente, en 1920 con el golpe de Estado de Obregón contra el propio Carranza, el general logró "reunificar" a toda la nación bajo la autoridad del gobierno federal constitucionalista y Félix Díaz fue nuevamente condenado al exilio. Él, consciente de que no tenía otras alternativas ni esperanzas, no organizó un nuevo motín y se fue.
El Ejército Reorganizador Nacional en ese momento se disolvió y finalmente dejó de existir. Los nombres ilustres que lo habían comandado como Almazán, Barrón y Aguilar ingresaron al campamento de Obregón, también por el motivo de ver en él una figura fuerte no muy diferente a la que había caracterizado a Porfirio Díaz y Victoriano Huerta.
- Datos: Q60839145